# Frances Lee McCain
Frances Lee McCain, född 28 juli 1944 i York i Pennsylvania, är en amerikansk skådespelerska. Hon har i sin karriär som skådespelerska bland annat medverkat i rollen som Lynn Peltzer i filmen Gremlins, samt Ethel McCormack i musikaldramafilmen Footloose. Hon har också medverkat i en del andra produktioner, bland annat i rollen som Stella Baines i filmen Tillbaka till framtiden, och Mrs. Lachance i dramafilmen Stand by Me.

## Filmografi (i urval)

### Filmer
- 1973 – Den skrattande polisen
- 1979 – Real Life
- 1981 – Honky Tonk Freeway eller Vart tog vägen vägen...?
- 1982 – Tex
- 1984 – Footloose
- 1984 – Gremlins
- 1985 – The Rape of Richard Beck (TV-film)
- 1985 – Tillbaka till framtiden
- 1986 – Tragedi i tre akter
- 1986 – Stand by Me
- 1988 – It Takes Two
- 1996 – Scream
- 1998 – Patch Adams
- 1999 – Ögonblicket före tystnaden
- 2018 – Ideal Home
- 2019 – Dreamland
- 2020 – The Comeback Trail
- 2022 – End of the Road

### TV-serier
- 1973 – Gänget (TV-serie)
- 1978 – Rockford tar över (TV-serie)